# Liste der Baudenkmäler im Kölner Stadtteil Urbach
Die folgende Liste enthält die in der Denkmalliste ausgewiesenen Baudenkmäler auf dem Gebiet des Stadtteils Köln-Urbach, Stadtbezirk Köln-Porz, Nordrhein-Westfalen.
Hinweis: Die Reihenfolge der Baudenkmäler in dieser Liste orientiert sich an den Straßennamen und ist alternativ nach Hausnummern, Denkmallistennummer oder Bezeichnung sortierbar.
Basis ist die offizielle Kölner Denkmalliste (22. Mai 2015), die Baudenkmäler und Denkmalbereiche auflistet. Dabei kann es sich beispielsweise um Sakralbauten, Wohn- und Fachwerkhäuser, historische Gutshöfe und Adelsbauten, Industrieanlagen, Wegekreuze und andere Kleindenkmäler sowie Grabmale und Grabstätten, die eine besondere Bedeutung für die Geschichte Kölns haben, handeln. Grundlage für die Aufnahme in die offiziellen Denkmallisten ist das Denkmalschutzgesetz Nordrhein Westfalens.

| Bild            | Bezeichnung                         | Lage                                                         | Beschreibung                                         | Bauzeit             | Einge- tragen seit | Denk- mal- nr. |
| --------------- | ----------------------------------- | ------------------------------------------------------------ | ---------------------------------------------------- | ------------------- | ------------------ | -------------- |
| Fotos hochladen | Kleindenkmal (Wegekreuz)            | Urbach Am Tambourskreuz o. Nr. Karte                         | “Tambourskreuz”                                      | 1669                | 1. Juli 1980       | 527            |
| Fotos hochladen | Wohnhaus                            | Urbach Frankfurter Str. 482 Karte                            |                                                      |                     | 14. März 1991      | 5945           |
| Fotos hochladen | Wohn- und Geschäftshaus             | Urbach Frankfurter Str. 511 Karte                            |                                                      |                     | 12. April 1983     | 1407           |
| Fotos hochladen | Wohn- und Geschäftshaus             | Urbach Frankfurter Str. 512 Karte                            |                                                      |                     | 8. Januar 1998     | 8242           |
| Fotos hochladen | Wohnhaus                            | Urbach Frankfurter Str. 513 Karte                            |                                                      |                     | 8. Januar 1998     | 8240           |
| Fotos hochladen | Wirtschaft und Saalgebäude          | Urbach Frankfurter Str. 515 Karte                            |                                                      |                     | 8. Januar 1998     | 8241           |
| Fotos hochladen | Wohnhaus                            | Urbach Frankfurter Str. 517 Karte                            |                                                      |                     | 11. März 1996      | 7789           |
| Fotos hochladen | Wirtschaft und Wohnhaus             | Urbach Frankfurter Str. 519 Karte                            |                                                      |                     | 6. Februar 1986    | 3431           |
| Fotos hochladen | Kirche St. Bartholomäus             | Urbach Frankfurter Str. 522 Karte                            |                                                      |                     | 9. Februar 1983    | 1322           |
| Fotos hochladen | Wohnhaus, ehemaliges Pfarrhaus      | Urbach Frankfurter Str. 524 Karte                            |                                                      |                     | 1. Oktober 1993    | 6931           |
| Fotos hochladen | Wohn- und Geschäftshaus             | Urbach Frankfurter Str. 527 Karte                            |                                                      |                     | 14. März 1985      | 2833           |
| Fotos hochladen | Wohn- und Geschäftshaus             | Urbach Frankfurter Str. 529 Karte                            |                                                      |                     | 18. Juni 1991      | 6117           |
| Fotos hochladen | Hofanlage Maarhof                   | Urbach Frankfurter Str. 540 Karte                            |                                                      | 18.–19. Jahrhundert | 30. August 1982    | 1084           |
| Fotos hochladen | Teil d. Hofanlage Sternenberger Hof | Urbach Kupfergasse 35 Karte                                  | Wohnhaus und Wirtschaftsgebäude                      |                     | 1. Juli 1980       | 550            |
| Fotos hochladen | Ehrenmal                            | Urbach Kupfergasse/Zündorfer Straße/Frankfurter Straße Karte | Nach Plänen des Porzer Architekten Ludwig Paffendorf | 1934                | 26. August 1991    | 6189           |
| Fotos hochladen | Friedhof                            | Urbach Mühlenweg o. Nr. Karte                                |                                                      |                     | 1. Juli 1980       | 559            |